# HMS Spartan (95)
Pour les autres navires du même nom, voir HMS Spartan.
Le HMS Spartan (95) était un croiseur léger de classe Dido en service dans la Royal Navy pendant la Seconde Guerre mondiale.
Sa quille a été posée le 21 décembre 1939 au chantier Vickers-Armstrongs à Barrow-in-Furness, au Royaume-Uni. Il est lancé le 27 août 1942 et mis en service le 12 juillet 1943 sous le commandement du capitaine P. V. McLaughlin.

## Historique

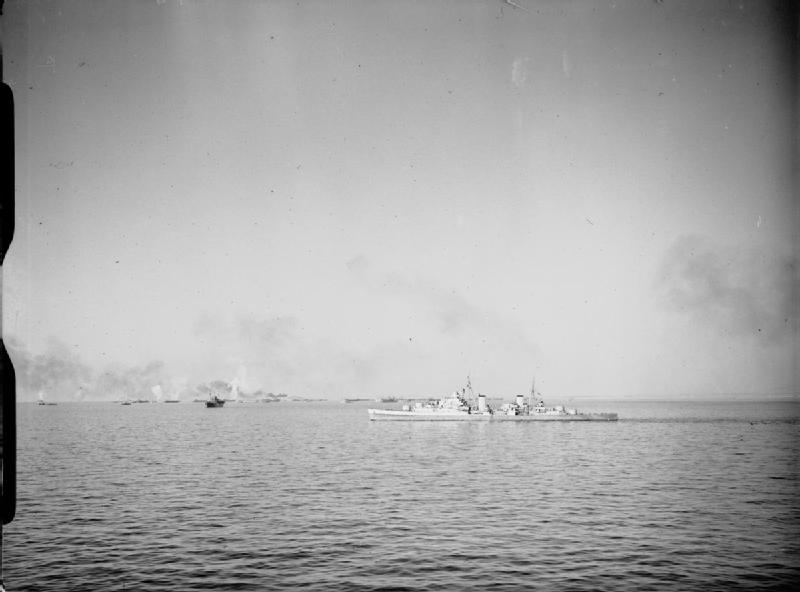
Le Spartan effectuant une mission de bombardement au large de Rome.

Initialement en service avec la Eastern Fleet, il rejoint la Home Fleet à Scapa Flow le 17 octobre 1943, date à laquelle il quitte Plymouth pour la Méditerranée, passant par Gibraltar et Alger, arrivant à Malte le 28 octobre. Il fait route vers Tarente le 8 novembre et rejoint la 15e escadre de croiseurs de la Mediterranean Fleet.
Dans la nuit du 18 au 19 janvier 1944, le Spartan effectue une mission de diversion de bombardement dans la région de Terracina. En compagnie du croiseur Orion et de quatre destroyers, il bombarde des positions de la ligne Gustave. Au cours de la mission, il fait feu plus de 900 fois.
Le 22 janvier 1944, les Orion et Spartan servent d'appuis-feu lors de l'opération Shingle. Il y a peu d'opposition et le Spartan retourne finalement à Naples.
Le 29 janvier, alors ancré au large d'Anzio, le croiseur est bombardé par des Henschel Hs 293 A larguées par 18 bombardiers allemands. Il chavire et coule dans environ 9 mètres d'eau à la position 41° 26′ 02″ N, 12° 41′ 02″ E. Cinq officiers et 41 hommes ont été tués ou disparus et 42 soldats ont été blessés.